# غاسترين كبير
غاسترين كبير Big gastrin هو ارتباط ال غاسترين مع سلسلة احماض أمينية تعادل 34 حمض اميني.